# Marquis de Sade (groupe)
Pour les articles homonymes, voir Marquis de Sade.
Marquis de Sade est un groupe de rock français, originaire de Rennes, en Ille-et-Vilaine. Actif entre 1977 et 1981, il est formé par Philippe Pascal, Frank Darcel, Pierre Thomas et Christian Dargelos. Il se scinde ensuite entre les groupes Octobre et Marc Seberg. Le groupe se reforme en 2017. À la mort de Philippe Pascal survenue deux ans après, le groupe est renommé Marquis.

## Biographie

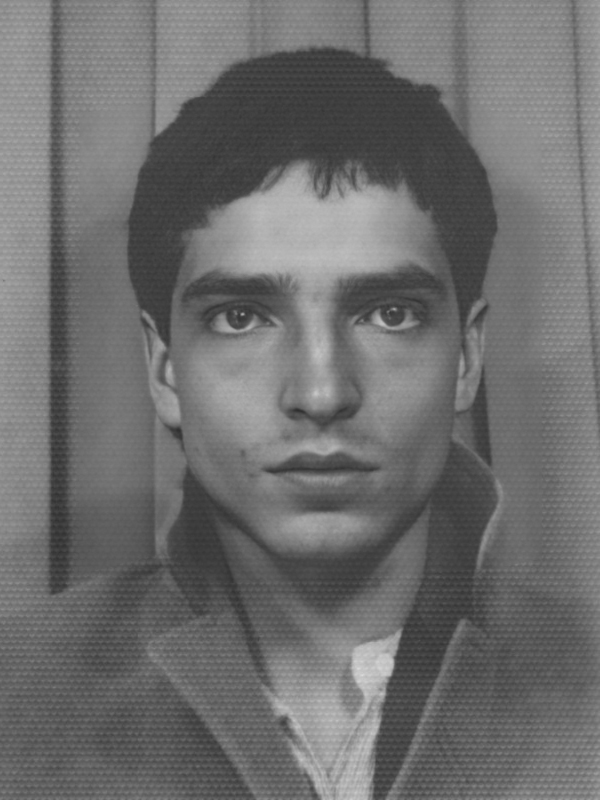
Philippe Pascal en 1979. Photo d'identité (Sacem).

Issu de l'association de trois membres du groupe Rats d'égouts (Christian Dargelos, Pierre Thomas et Frank Darcel) et de deux membres de Penthotal Lethaly (Philippe Pascal, Anzia), Marquis de Sade est l'un des groupes les plus représentatifs de ce qui s'appellera la scène rock rennaise à partir de 1979. Ce courant musical du rock français répondait à la new wave anglaise dans un style où se mélangeaient aussi bien les influences du Velvet Underground, de la trilogie berlinoise de David Bowie (les albums Low, Heroes, Lodger), des vigoureux concerts des Stranglers (les albums Raven, No More Heroes), mais également du funk blanc des Talking Heads. Les autres meneurs de cette scène rennaise étaient Kalashnikov, Tohu Bohu, Ubik, Sax Pustuls, Niagara, Étienne Daho et d'autres, leur dénominateur commun étant le duo de saxophonistes Daniel Paboeuf et Philippe Herpin, qui participaient sur quasiment chacun des albums de ces groupes, y compris bien sûr de Marquis de Sade. Le festival des Rencontres Trans Musicales de Rennes est l'héritier de cette scène depuis sa première édition en 1979.
Au-delà de la fusion musicale qui a donné naissance à cette scène rennaise, le style de Marquis de Sade était celui d'un rock adulte, volontiers sombre et dépressif. Les paroles des chansons étaient en français ou en anglais avec quelques traits d'allemand. Ces chansons abordent des thèmes « européens », durs, complètement dénués d'humour et parfois un peu prétentieux : drogues, maladies, soumission, violence, endoctrinement, camps de travail, apocalypse. Très soutenu par le magazine branché Actuel, Marquis de Sade a posé en couverture avec la légende : « Les jeunes gens modernes aiment leurs mamans »,. 
La carrière de Marquis de Sade est brève puisqu'ils n'ont sorti que deux albums. Le premier, Dantzig Twist (1979), contient les classiques Conrad Veidt, Set in Motion Memories et Walls. Le son brut, très marqué post-punk, fait ensuite place sur Rue de Siam (1980) à une production plus sophistiquée et un mélange d'influences new wave et funk. Le groupe n'a malheureusement connu qu'un succès public limité et seul le public « branché » le soutenait. De nombreux changements de personnel ont émaillé la carrière pourtant brève du groupe. En 1989 ces deux premiers albums sont réédités par Barclay Records avec single (Rythmiques + inédit Die)[réf. nécessaire].
En 1981, des différends d'ordre artistique entre le guitariste Frank Darcel et le chanteur Philippe Pascal font éclater le groupe, le premier fondant Octobre, le second Marc Seberg. L'écoute des albums de ces deux groupes rend perplexe sur les différends artistiques des deux leaders, car le style de Marquis de Sade s'y retrouve quasiment à l'identique. Marc Seberg continue jusqu'en 1990, et sort plusieurs albums, Philippe Pascal continuant ensuite sa carrière au sein de diverses formations. Octobre ne survit que deux ans, sortant deux albums, Next Year in Asia (en fait un EP six titres) et Paolino Parc, jamais réédités en CD. Plusieurs membres d'Octobre forment le groupe Senso, dont fait aussi partie Pascal Obispo.
Avec du recul, Marquis de Sade apparaît comme un groupe culte.

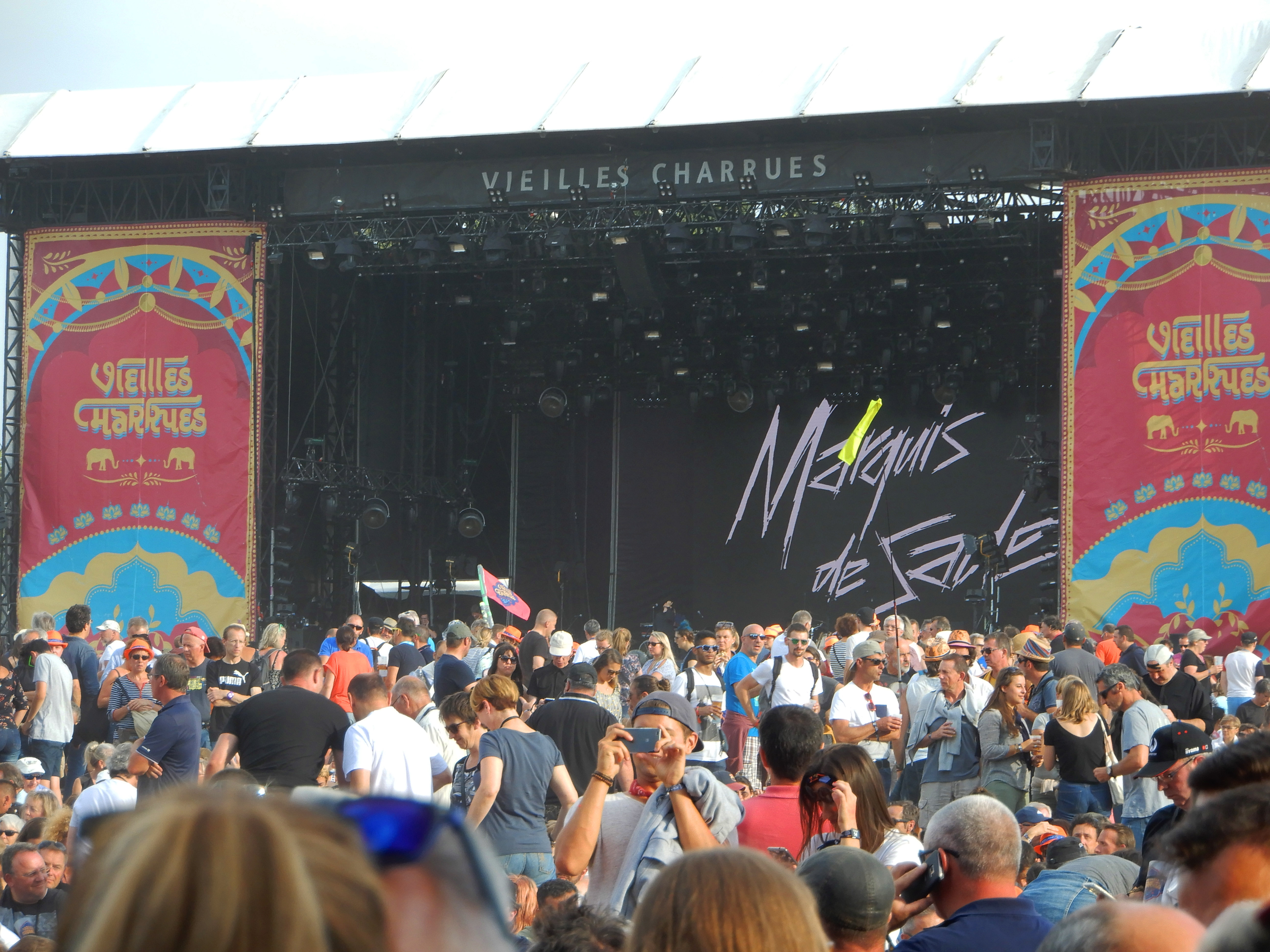
Marquis de Sade aux Vieilles Charrues 2018.

Le décès en 2013 du guitariste Frédéric Renaud met un terme au projet d'une reformation du groupe prévue lors des Transmusicales.
En 2017, Patrice Poch, un artiste et plasticien rennais, souhaite organiser une exposition pour les 40 ans du groupe, avec un tableau réalisé par un artiste différent pour chaque morceau des 2 albums. Les membres du groupe sont informés de la démarche et ils acceptent de donner un concert à l'occasion de l'exposition aux ateliers du vent à Rennes. Ils commencent à répéter et embauchent Xavier « Tox » Geronimi aux guitares qui est contemporain du groupe, ayant commencé dans le groupe rennais Ubik, puis ayant collaboré avec Alain Bashung, Indochine et Étienne Daho. Le concert prévu initialement dans une petite salle se tient le 16 septembre 2017,. Il a lieu au Liberté et est complet. On y croise dans la salle notamment Pascal Obispo, Dominique A ou encore Étienne Daho. Un CD / DVD du concert sort peu de temps après.

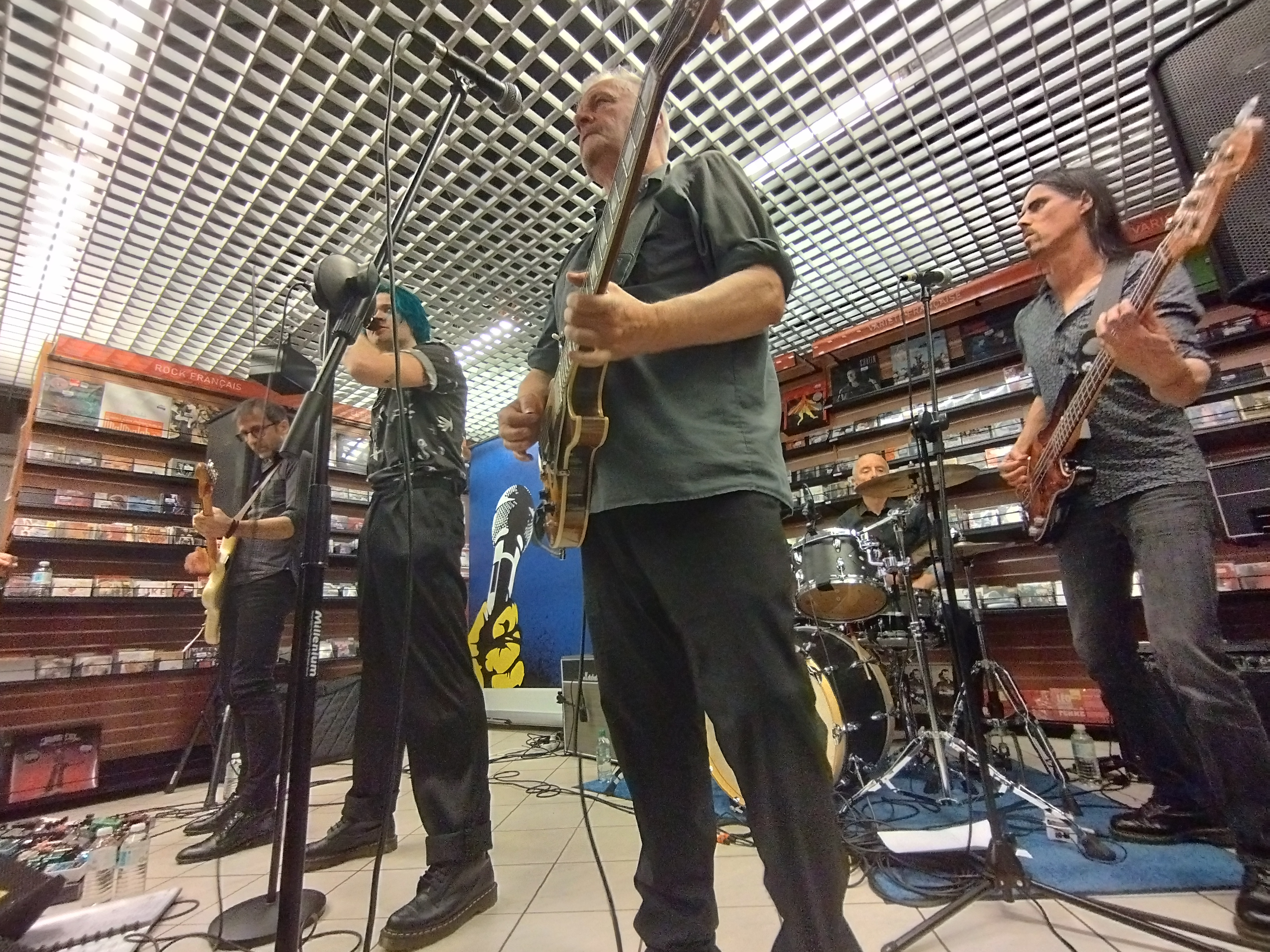
Marquis en showcase à Gibert Joseph, en avril 2023.

L'engouement étant réel, une tournée de six dates suit. Elle commence le 18 mai 2018 à Saint-Brieuc dans le cadre du festival Art Rock, puis Paris la Villette (avec une apparition d’Étienne Daho pour une reprise du Velvet Underground, Ocean. Pascal Obispo montera sur scène pour interpréter un titre du groupe, Wanda's Loving Boy), les Vieilles Charrues à Carhaix en juillet, puis Strasbourg, la Rochelle et enfin Tarbes le 10 novembre 2018. Pour cette occasion, Dominic Sonic est présent et fait office de roadie, de même que Patrice Poch qui co-produit une série numérotée de l'affiche du concert de Tarbes. À la suite de sessions dans un studio breton en décembre, un concert surprise est donné en marge des Transmusicales au bar le Marquis de Sade le samedi 8 décembre. De nouvelles compositions sont jouées, puis deux nouvelles dates de concert sont annoncées. Le groupe se produit le 22 février 2019 à Paris au Petit Bain.
Marquis de Sade travaillait sur un troisième album, projet interrompu par la mort de Philippe Pascal le 12 septembre 2019. Dans une interview, Frank Darcel évoque cependant une possible sortie de l'album en 2020 sous une forme encore à déterminer, Philippe Pascal n'ayant pas enregistré les voix sur les différents titres envisagés.
Depuis la mort de Philippe Pascal, le groupe renommé Marquis continue de tourner avec Simon Mahieu comme chanteur. Ensemble ils sortent l'album Aurora en mars 2021. Le groupe tourne et fait des concerts. Puis un nouvel album sort en 2023 "Konstanz". le groupe est maintenant constitué de 7 personnes, mais sans Thierry Alexandre, qui vient d’arrêter.
Frank Darcel, le guitariste du groupe, meurt en mars 2024.

## Membres

### Membres actuels
- Thierry Alexandre - basse (1979-1981, depuis 2017)
- Éric Morinière (alias Eric Morgen) - batterie, percussions (1978-1981, depuis 2017)

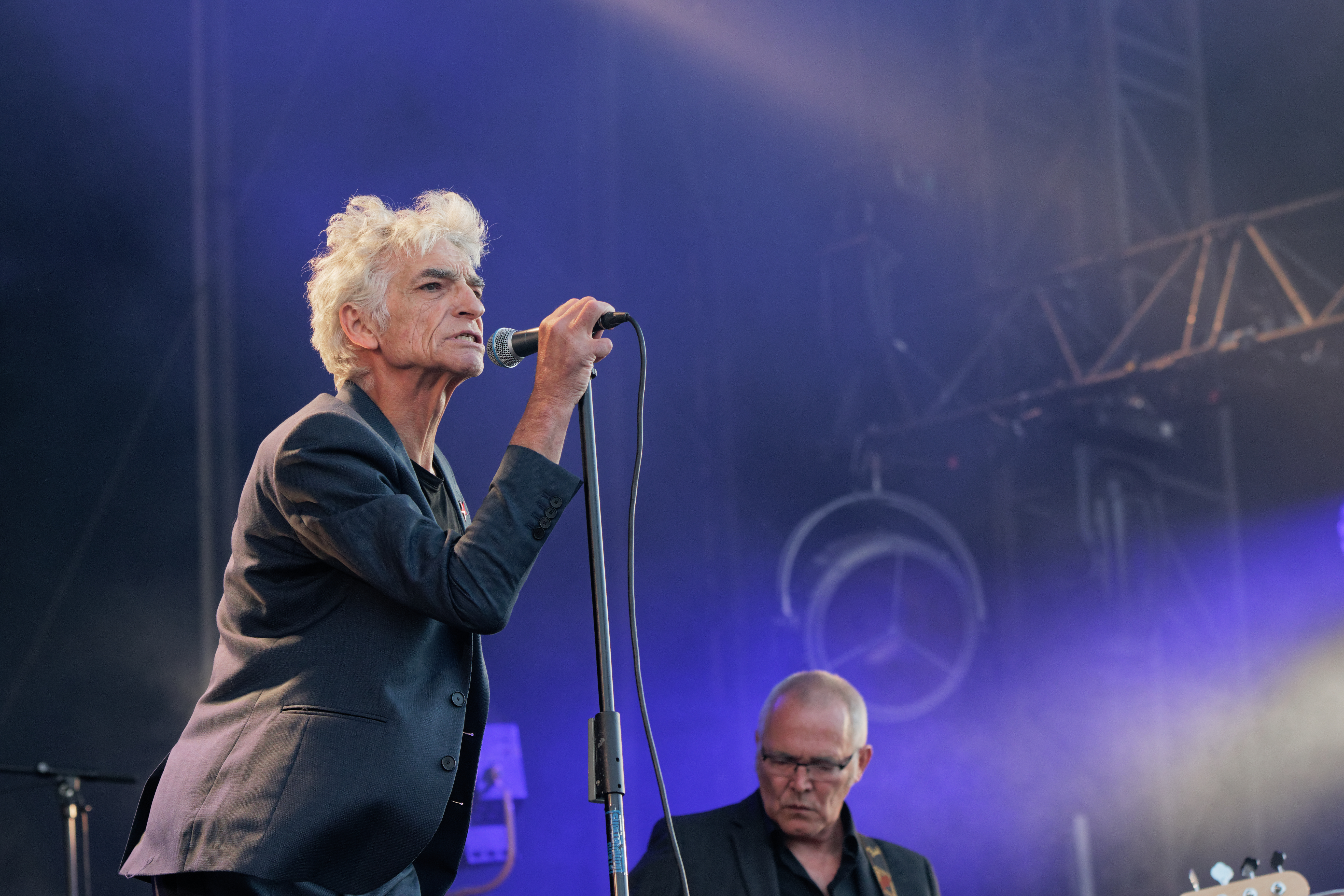
Philippe Pascal et Thierry Alexandre
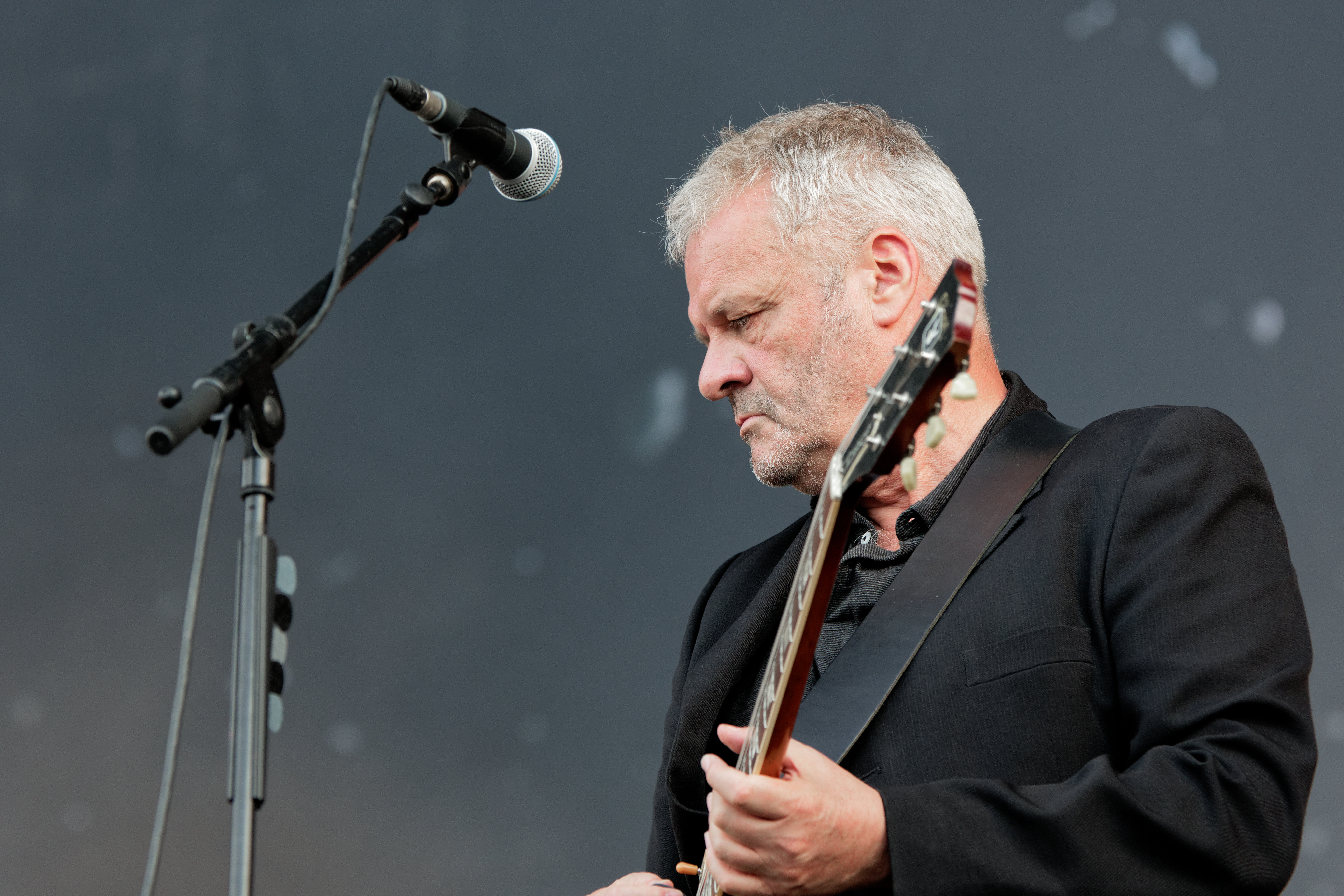
Frank Darcel
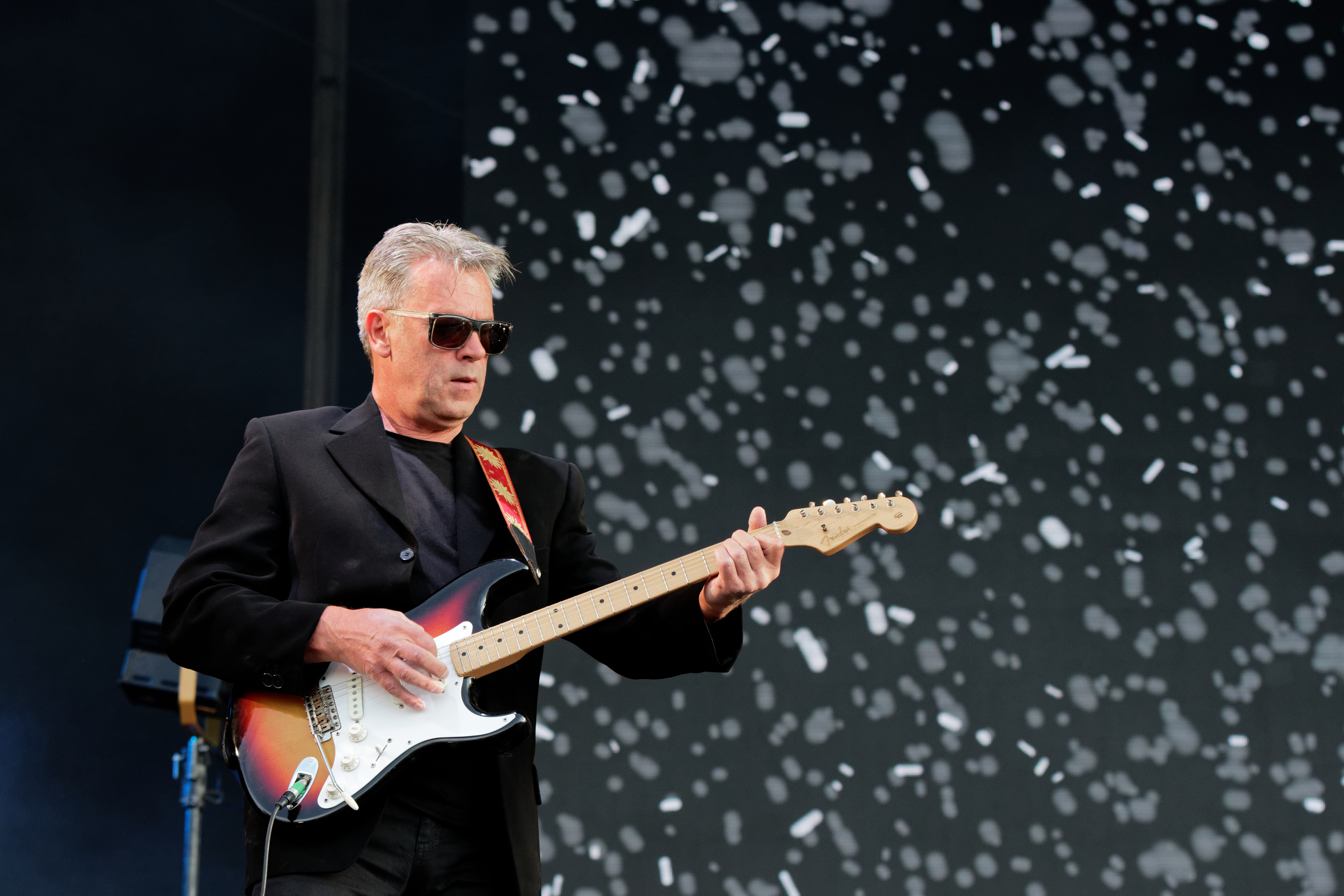
Xavier "Tox" Geronimi

### Anciens membres
- Philippe Pascal - chant (1979-1981, 2017-2019)
- Frank Darcel - guitares (1979-1981, 2017-2024)
- Christian Dargelos - chant, basse (1977-1978)
- Pierre Thomas - batterie (1977-1978)
- Sergeï Papail - basse (1978-1979)
- Frédéric Renaud - guitares (1979-1980)
- Anzia (nom de scène de Gilles Rettel) - guitares

### Invités
- Arnold Turboust - piano (album Dantzig Twist)
- Daniel Paboeuf - saxophone (sur les deux albums)
- Philippe Herpin - saxophone (album Rue de Siam)
- Éric Le Lann - trompette (album Rue de Siam)
- Mico Nissim - claviers (album Rue de Siam)
- Xavier "Tox" Geronimi - guitares (tournée 2018-2019)
- Paul Dechaume - claviers (tournée 2018-2019)[14]

## Filmographie
- 1979 : La Brune et moi de Philippe Puicouyoul